# アレクサンダー・クロフト・ショー
アレクサンダー・クロフト・ショー（Alexander Croft Shaw、1846年6月26日 - 1902年3月13日）はカナダ出身の聖公会（英国聖公会福音宣布協会／SPG）の宣教師である。宣教活動とともに、日本の英学教育や女子教育の発展に尽力した。軽井沢の父としても知られ、軽井沢では毎夏「軽井沢ショー祭」が開催されている。

## 生涯
1846年、英領カナダのトロントで生まれた。ショー家は、スコットランドに長く続いた名貴族（クラン・ショー）で、後にカナダに移住。スコットランドのインヴァネスやアイリーン・ドナン、ドーンレイには、かつてショー家が所有していた城の城跡が現存する。祖先はトロントの開発の先駆者として活躍し、父は当時トロントの連隊長であった。同市内には今でも「ショー通り」の名前が残されている。ショーは、トロントのトロント市高等学校を経て、トリニティ・カレッジで神学を学び、1867年に学士の学位を得て、その後修士の学位を取得した。トリニティ・カレッジでは学業が優秀でウェルリングトン奨学金やビバンサイド奨学金のスカラーシップ賞のほか、ハミルトン記念賞等を受賞した。1869年、トロントにて同地の監督（主教）より執事職に任命され、翌1870年に長老職に任命された。
1873年（明治6年）9月25日にウィリアム・B・ライトと共に英国聖公会福音宣布協会（SPG）最初の日本宣教師として派遣され横浜に着き、築地にあった居留地、今の聖路加病院のあたりにあった田中屋という外人宿に旅装を解いた。その後、赤坂・霊南坂の陽泉寺（現・アメリカ大使館に隣接）に仮寓し、日本語の学習を始めるとともに、本堂内に礼拝堂を設ける。同月にはショーとライトと同じ船で米国聖公会の司祭チャールズ・ニューマン（Charles H. Newmam）も来日しており、米国聖公会のミッションとして最初に東京に入り、この陽泉寺に寓居して在京英米人のための主日礼拝を開始しており、英米の聖公会のミッションが連携して、同寺を拠点とした。また、既に前年の1872年（明治5年）には米国聖公会のチャニング・ウィリアムズが東京での視察を行っていた。
しかし、日本人への宣教伝道をしたくとも、日本人との接触を十分に持つことができなかった。イギリスの公使館から、日本人を相手に宣教するならば日本人の町の中に溶け込まなくてはいけないという助言を受け、三田の慶應義塾と通りをはさんですぐ南西隣にあった大松寺に5か月間滞在する。その後、築地居留地に居住する。1874年（明治7年）には福澤諭吉の子供たちが英語を習いに来ていたことで福澤の知遇を得て、福澤家の家庭教師として3年間雇われ、1874年（明治7年）4月からは福沢諭吉の家に子供たちの家庭教師の資格で同居した。こうしたことから、福澤が自宅の隣にショーのために洋館を建て、慶應義塾の英語教師、倫理学教授にも招聘される。また、英国人カテルと結婚した。1874年（明治7年）4月11日には ショーとライトは霊南坂の陽泉寺を借りて、在京英人のための礼拝を始め、日本語の学習も島田弟丸の教えのもとで進めた。同年11月30日には、島田弟丸がSPGの日本での最初の入信者として麹町のライト宅でライトから受洗した。

ショーは1873年（明治6年）にイギリス外務大臣グランヴィルより英国公使館付きの聖職者に任命されて以来、牧師という公職を続けながら、日本の指導者たちと幅広くかかわりを持った。1875年（明治8年）も引き続き霊南坂の陽泉寺で在日英国人のための礼拝を行い、日本人への本格的な伝道を開始した。福澤諭吉は慶応義塾の塾生に対するキリスト教教育の機会も与え、ショーは慶應義塾において英語だけではなく聖書も教えるようになった。学生たちは信仰を持ち、1875年（明治8年）のクリスマスに尾崎行雄、金子猪之助、多治見十郎を含めた8人の日本人がショーから洗礼を受けたが、その8人のうちの3人は慶應義塾に学ぶ生徒たちで、その1人が尾崎であった。また、ショーは尾崎に英語に加えて、高等数学を教えている。
福澤諭吉は、自邸と隣接するショーの洋館に橋を取り付け、ショーについて以下の内容を語るまで、交遊を深めた。
| 「                                                            | 我輩の家の隣には我輩の深切なる先生ミストルショーの家あり。此度び両家の間に橋を架して、我輩の家よりミストルショーの家の二階に行く可し。故に我輩は此橋を友の橋と名るなり。 | 」 |
| —福澤諭吉（『福澤諭吉全集』 岩波書店,1963年,第20巻138頁より） | |    |

また、ショーは本国に送った手紙の中で福澤との関係について以下を報告している。
| 「                                | 福澤は日本の代表的教育者で、彼と結びつきを持つことは他では得られない立場を私に与えてくれる。私は彼の造った学校で倫理、実際は聖書を青年たちに教えている。 | 」 |
| —アレクサンダー・クロフト・ショー | |    |

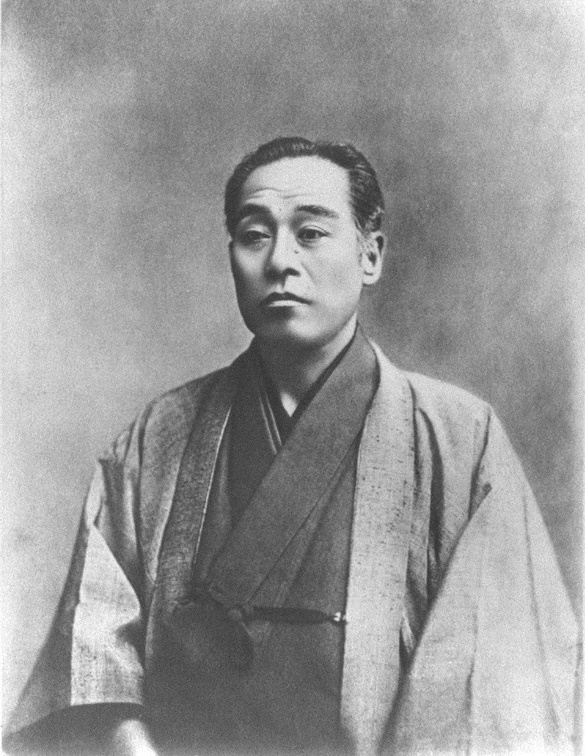
福澤諭吉（聖公会の支援者で子供や孫が聖公会信徒となった。）
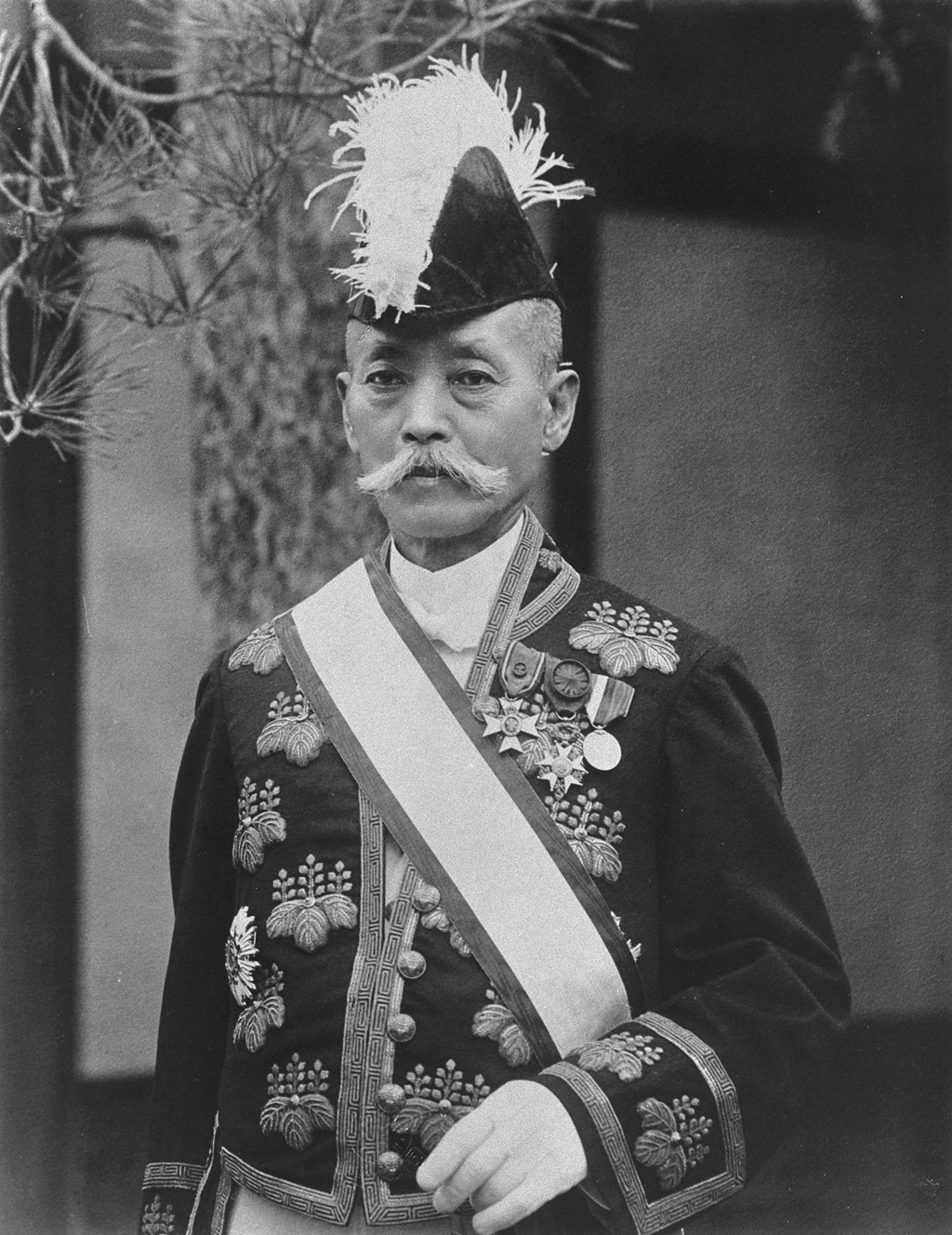
尾崎行雄（憲政の神様、聖公会信徒）
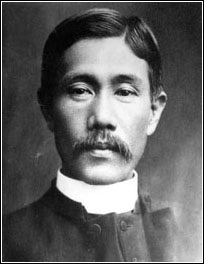
今井寿道（聖公会の聖職者、聖公会神学院初代校長、香蘭女学校初代校長）

1876年（明治9年）に、ショーは聖パウロ教会（聖保羅／パウロ会堂、セント・ポール教会、聖アンデレ教会の前身の小会堂）を三田松本町に設立して礼拝を続け、洗礼を受けた人々は70余名にも及んだ。英人会衆と日本人会衆の礼拝ができる場を求めて、1877年（明治10年）には、ショーは福澤諭吉の援助もあって、現在聖アンデレ教会の建つ芝栄町（芝公園３丁目）に敷地を購入し、自宅を建設。
1879年（明治12年）6月4日に、レンガ造りの聖堂（礼拝堂）である聖アンデレ教会が完成する。当初は「公使館の教会」とも呼ばれ、東京在住の英国人のための英語による礼拝が多かったようだが、日本人のための日本語の礼拝も行われた。また聖アンデレ教会の設立と同時に教会の敷地内に英学校である聖教社（聖公会神学院の前身の一つ）を設立し、日本の教育の進展と日本人教職者の育成にも力を注いだ。今井寿道（後の校長）はその門下生である。聖教社は多治見十郎により開業願が東京府に提出され、多治見は聖教社で英学教授を務めた。
また、1878年（明治11年）10月には、前年の1877年（明治10年）10月にチャニング・ウィリアムズが東京・入船町の邸内で家塾のかたちで始めた東京三一神学校を母体に、SPGと米国聖公会の共同神学校として形容が整うこととなり、新たな「東京三一神学校」（聖公会神学院の前身の一つ）が開設された。米国聖公会からはウィリアムズが校長として、新約学を担当したほか、クレメント T. ブランシェが教会史、W.B. クーパーが組織神学、ジェームズ H. クインビーが旧約学および倫理神学を教え、SPGからはショーが証拠論、ライトが祈祷書を担当した。この時期、ライトは麹町から築地居留地48番地に移り、ショーとともに聖書翻訳において先駆的な役割を果たした。
1885年（明治18年）頃、リウマチを患っていたショーはたまたま訪れた長野県軽井沢に魅了され、生涯の避暑地にする。また、軽井沢にも教会を設立する（軽井沢ショー記念礼拝堂）。これ以降軽井沢が外国人の間で有名になる。
1886年（明治19年）には、伊藤博文内閣総理大臣が委員長を務めた女子教育奨励会創立委員会の創立委員となり、1887年（明治20年）に女子教育奨励会（現・東京女学館）が設立された。
1887年（明治20年）2月には、日本におけるイングランド国教会と米国聖公会の合同により「日本聖公会」が設立されるが、ショーは日本聖公会において、日本人教設者が主導権をもつように意を用いた。また、同じ1887年（明治20年）頃になって、横浜クライストチャーチ（英語集会、後に日本語集会が横浜山手聖公会となる）から派生した日本語会衆「横浜聖安得烈教会」（横浜聖アンデレ教会）が東京在住のショーの管理下に入り、日本人伝道者の出張によって、毎日曜日、規則正しく礼拝できるようになり、ショーは同僚であるライトとともに、横浜教区および中部教区の基礎をすえた。英字新聞のジャパンメールによると、日本人はショーを、フルベッキ博士・ヘボン博士とともに三聖人と呼んでいたという。このショー司祭のもとで、横浜の信徒たちは指導をうけていった。
1888年（明治21年）に、英国国教会日本主教のエドワード・ビカステスにより香蘭女学校が創設され、初代校長に今井寿道が就任するが、ショーの斡旋により、英子セオドラ尾崎（尾崎行雄の後妻）が同校の助教師となった。また、同年1888年（明治21年）、ビスカテス主教よりアーチ・ディーコン（archdeacon、大執事）に任命される。
1902年（明治35年）、東京で死去する。ショーは来日から亡くなるまでの29年間、日本におけるキリスト教宣教に加え、英学教育や女子教育発展に尽力し、日本政府が諸外国と結んでいた不平等条約の改正にも熱心に協力した。これはショーが日本を愛し、日本に溶け込み、福澤を始めとする多くの日本人からも愛されていたことが根底にあった。墓所は現在青山霊園にある。ショーは「避暑地軽井沢の父｣と親しまれ、毎夏、軽井沢では「軽井沢ショー祭」が行われている。

## 家族
1875年2月20日、ショーは英国人女性メアリー・アン・カテル（Mary Ann Cattell、1850-1921）と東京の英国大使館で挙式を行った。アレキサンダー（Alexander、1876年生）、ノーマン（Norman、1878年生）、ドロシア（Dorothea）の3人の子どもは東京で誕生した。1883年、三男のロナルド（Ronald）がロンドンで誕生した。
妻のメアリー・アンは、ショーの死後もしばらく日本に滞在していたが、1921年にカナダへ帰国した。ショー一家と交流のあった政治家の尾崎行雄は、そのことについて随筆に「〔ショーの未亡人は〕余程日本が気に入ったと見えて、自分は生涯日本で暮らすと云ふて居ったが、前の大戦以来日本の物価が非常に高くなったので、何を比べてもカナダの方が安いと云ふて、大正10年頃カナダに帰ってしまった」と記している。
長男のアレクサンダー・ジェームズ・マッキントッシュ・ショー（Alexander James Mackintosh Shaw）は、オックスフォード大学を卒業後、イヴ・グレース・ウッドロフ（Eve Grace Woodroffe）と結婚。英国陸軍のキングス・オウン・スコティッシュ・ボルダラーズ第1大隊の大尉として従軍し、1916年7月9日、フランスのボーモンタメル付近でのソンムの戦いで戦死した。彼の名前は、横浜外国人墓地にある第一次世界大戦の連合軍兵士の記念碑に刻まれている。
次男のノーマン・ライマー・ショー（Norman Rymer Shaw）は、1907年11月16日、東京でオーストラリア人宣教師キャスリーン・マーシー・グッド（Kathleen Mercy Goode）と結婚した。しばらくの間、二人は中国の安東に住み、仕事をした。

## 軽井沢

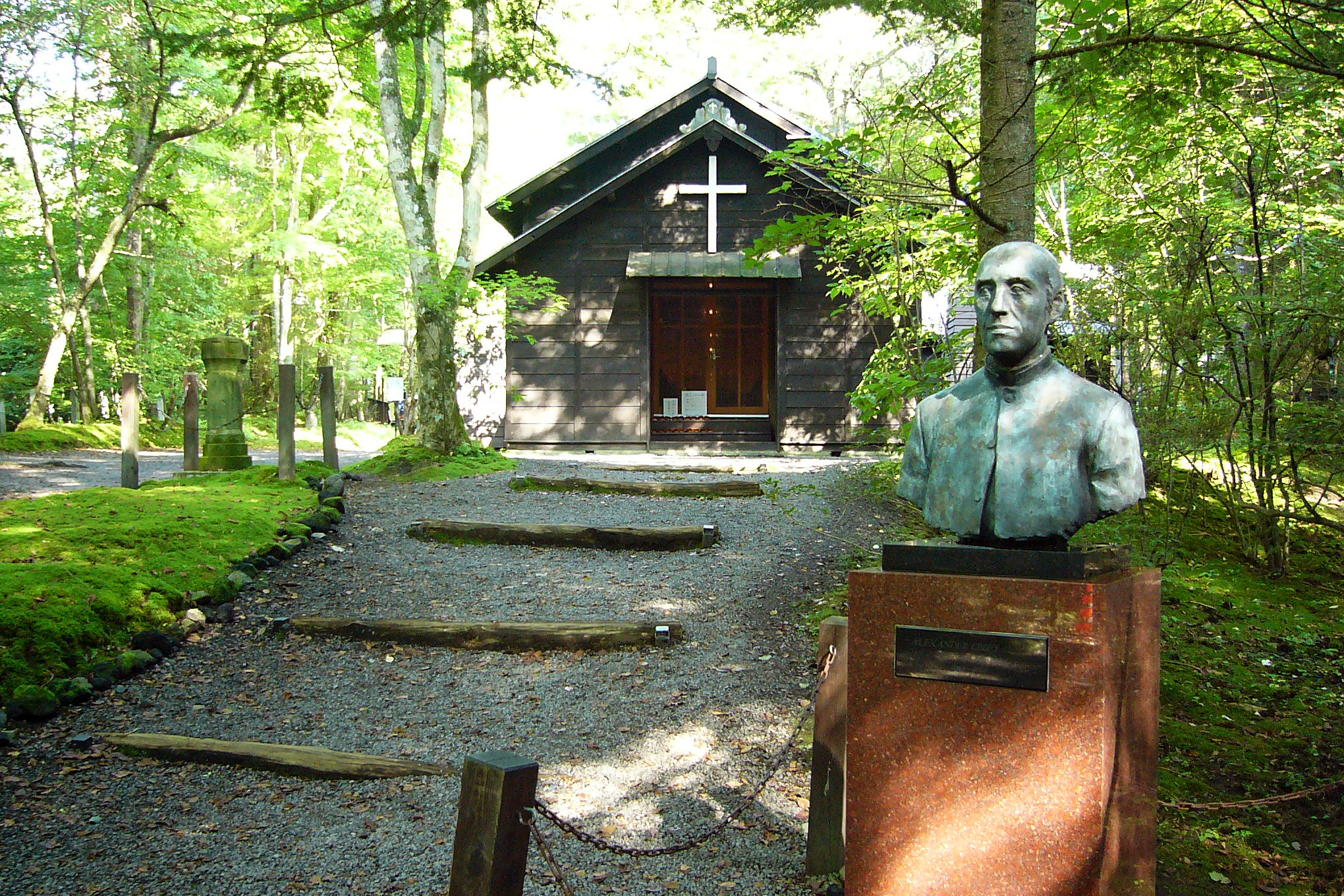
『軽井沢ショー記念礼拝堂』とショーの胸像

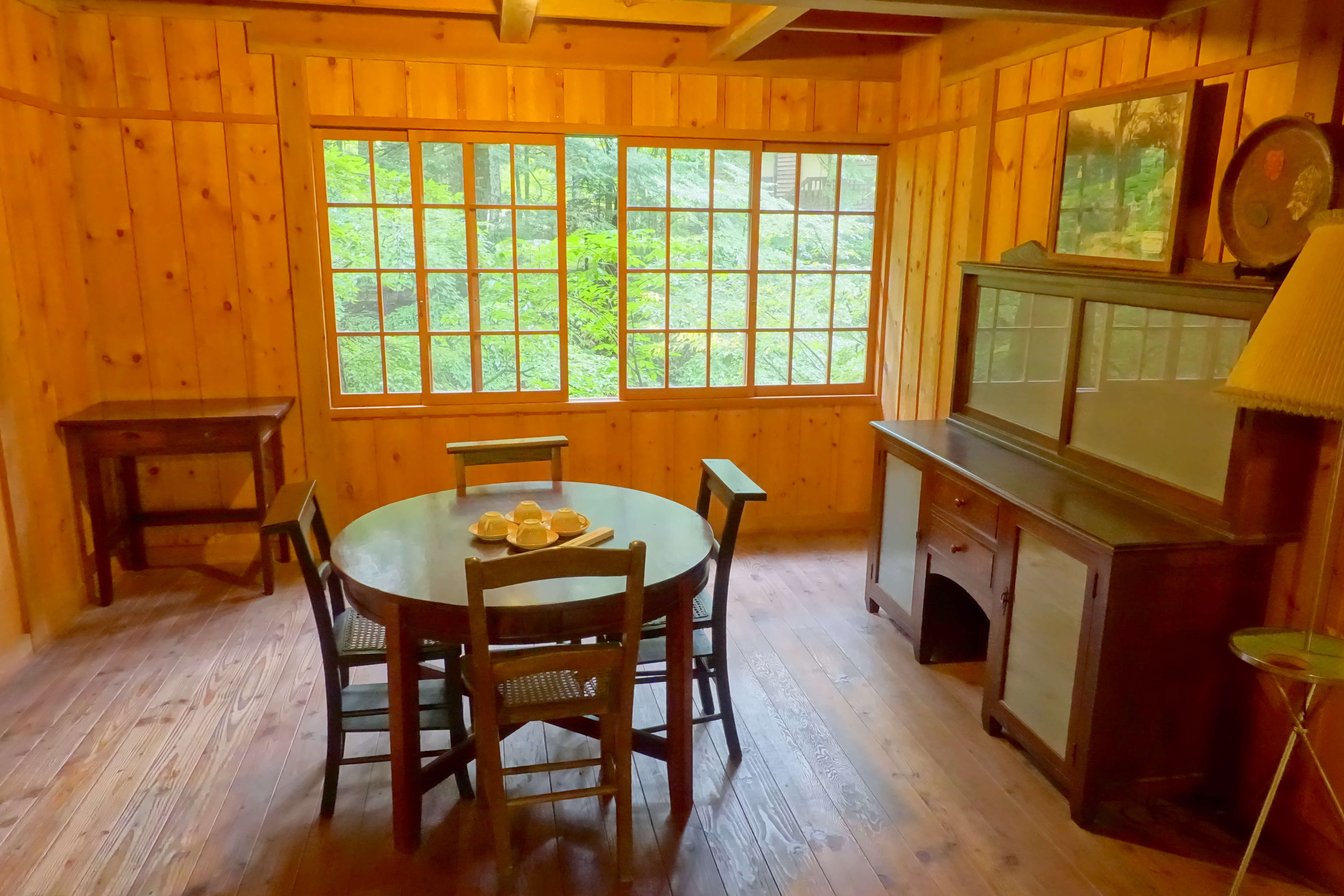
『ショーハウス記念館』の内部

ショー一家は、妻マリー・アンと4人の子供、そしてその子供達らと、軽井沢で慎ましくも豊かな生活を送った。次男ノーマンの回想記によれば、ときに父と子で連れ立って、近郊の森に出かけ、離山や矢ヶ崎山、一ノ字山といった周囲の山々を登り、そこでキャンプをしたり、また千曲川の川辺まで出かけたり、小瀬で温泉に入ったりと、雄大な自然を楽しんだという。当時は電気もガスも水道もなく、ランプに灯した火と自然の沢の水を貯水のための石垣に入れ、木造小屋でひと夏を過ごした。
ショーが軽井沢に設立した教会『軽井沢ショー記念礼拝堂』は現存しているほか、ショー一家が使用した別荘は復元され、『ショーハウス記念館』として公開されている。
また、ショーは友人であるジェームズ・メイン・ディクソン（東京帝国大学英学教授、夏目漱石の師匠）と亀屋旅館（現・万平ホテル）を訪問し、外国人の受け入れノウハウを伝授し、西洋ホテルとして発展することとなった。万平ホテルの創業者である初代佐藤万平の一人娘である「よし」の婿養子となった佐藤国三郎（2代目万平）はショーの聖公会神学校で学んだ。国三郎は、ショーが亡くなった翌年には、彼の功績をたたえ、ショー記念礼拝堂に今も残るショー氏記念碑を建てた。

万平ホテルには同じく聖公会の宣教師であるウォルター・ウェストン（日本アルプスの父）が滞在したほか、近年ではジョン・レノンとオノ・ヨーコ夫妻が滞在したホテルとしても知られている。